# Pseudonympha cassiope
Pseudonympha cassiope är en fjärilsart som beskrevs av Jean Baptiste Godart 1824. Pseudonympha cassiope ingår i släktet Pseudonympha och familjen praktfjärilar. Inga underarter finns listade.